# 山田岳
山田 岳（やまだ がく、1981年8月4日 - ）は、日本のギタリスト。広島県出身。

## 来歴
エリザベト音楽大学を卒業後2006年に渡欧し、ベルリン・ハンス・アイスラー音楽大学を卒業。
ギターを長野文憲、徳武正和、佐藤紀雄、エレナ・カソリ、ダニエル・ゲーリッツの各氏に、古楽演奏解釈をマッシモ・ロナルディに師事。
- 2006年 第38回ガルニャーノ国際ギターコンクール（イタリア）第2位（1位なし）。
- 2006年 第1回ベルリン国際ギターコンクール（ドイツ）第3位。
- 2010年 第41回クラシカルギターコンクール（東京）優勝。
- 2010年 第9回現代音楽演奏コンクール「競楽IX」（東京）優勝、及び第20回朝日現代音楽賞を受賞。
  - ※同賞のギタリストの受賞者は師・佐藤紀雄がいるが、コンクール優勝での受賞はギタリスト初である。

## 活動・人物
- 主に現代音楽の演奏を活動の中心としている。
- Guitar dream誌のインタビューで「高校生の時に佐藤紀雄先生の『セクエンツァXI』を聴いて、音楽の道に進もうと思った。」と述べているように、現代音楽に傾倒するきっかけは師であるギタリスト・佐藤紀雄の影響が大きい。
- また、ベルリンでの久保摩耶子との出会いも大きな契機となった。彼女のギター独奏作品「イザナミの涙」「イザナギの叫び」の初演は好評を博し、ベルリンを中心とした数々の現代音楽シリーズで再演。その録音はベルリン文化放送（ラジオ）などでも放送された。
- 現代音楽アンサンブルでの活動も盛んに行い、アンサンブル・ノマドへの客演やタケムラヤスシらとのアンサンブル「TOY」の主宰、また、ピアノの伊藤憲孝、ヴァイオリンの米川さやかとともに結成した「Trio ku」では、ベルリン、ハノーファー、ツェパニックの現代音楽祭に招聘されるなど、国際的な活動を行っている。
- そのほか、東京での西風満紀子の個展をプロデュースするなど、様々な企画も手がけるほか、久保摩耶子・造形家の内倉ひとみとのコラボレーションによるサウンド・インスタレーションの活動も行っている。
- 古楽にも造詣が深く、ジョヴァンニ・ジローラモ・カプスペルガー、フランチェスコ・ダ・ミラノなど、ギターではあまり演奏されないリュートの作品もしばしばプログラムに取り入れている。その影響はイタリアのリューティスト、マッシモ・ロナルディとの出会いによるものが大きい。また、自身が主催に携わる演奏会では、フライヤーやポスターの制作も手がけている。フルーティストの上野由恵とははとこの関係にあたる。